# دودة (هشترود)
دودة هي قرية في مقاطعة هشترود، إيران. يقدر عدد سكانها بـ 208 نسمة بحسب إحصاء 2016.